# Багатовікові дуби біля озера Чеха (Суми)
Дуби́ бі́ля о́зера Че́ха — ботанічна пам'ятка природи місцевого значення в Україні. Об'єкт природно-заповідного фонду Сумської області, котрий складається з 8 дерев дуба звичайного, що ростуть на пагорбі біля південного берега озера Чеха у Сумах. До пам'ятки також відносять дерева: липи серцелистої, сосни кримської та в'яза шорсткого, що є залишками колишніх широколистяних лісів регіону.
Висота дерев становить у середньому 17-20 метрів. Вік дерев потребує дослідження та встановлення, дерева мають різний вік, але за різними методиками оцінки дерева можуть мати від 150 до 500 років.

## Дуби за діаметром стовбурів
Заміри окружності дубів проводилися 28 червня 2019 року.
| № | Фото 1 | Фото 2 | Діамерт на висоті 1,4 м | Окружність на висоті 1,4 м | Примітки |
| - | ------ | ------ | ----------------------- | -------------------------- | --- |
| 1 |        |        | 1 м 35 см               | 4 м 24 см                  | Найширше та найстаріше дерево серед групи дубів. Імовірно найстаріше дерево у межах міста Суми. Має багато засохлих гілок, потребує догляду. |
| 2 |        |        | 1 м 27 см               | 4 м 00 см                  | Друге найбільше дерево серед групи, за діаметром та віком приблизно рівне дубу на Петропавлівській. Має гарний стан. |
| 3 |        |        | 1 м 14 см               | 3 м 58 см                  | Має гарний стан. |
| 4 |        |        | 1 м 04 см               | 3 м 26 см                  | Має гарний стан. |
| 5 |        |        | 1 м 02 см               | 3 м 21 см                  | Має ушкодження та засохлі гілки, потребує догляду. |
| 6 |        |        | 1 м 01 см               | 3 м 17 см                  | Має гарний стан. |
| 7 |        |        | 1 м 00 см               | 3 м 14 см                  | Має гарний стан. |
| 8 |        |        | 0 м 93 см               | 2 м 93 см                  | Ріс близько 100 метрів осторонь основної групи дерев, біля бігової доріжки. Мало ушкодження та засохлі гілки, 2017 року був сильно понівечений комунальниками, ними була обрізана більшість гілок зі сторони озера. У січні 2024 комунальні служби знищили дерево повністю |
| 9 |        |        | 0 м 89 см               | 2 м 79 см                  | Має ушкодження, потребує догляду. |